# Lenjāb
Lenjāb (persiska: لنجاب) är en ort i Iran.   Den ligger i provinsen Kermanshah, i den nordvästra delen av landet, 400 km väster om huvudstaden Teheran. Lenjāb ligger 1 769 meter över havet och antalet invånare är 239.
Terrängen runt Lenjāb är kuperad. Runt Lenjāb är det ganska tätbefolkat, med 72 invånare per kvadratkilometer. Närmaste större samhälle är Hajiabad-e Bozorg, 18,4 km norr om Lenjāb. Trakten runt Lenjāb består i huvudsak av gräsmarker.